# Królewskie sny
Królewskie sny (letteralmente dal polacco: Sogni reali) è il titolo di una serie tv storica e biografica di 8 episodi del 1988 realizzata in Polonia e incentrata sul regno di re Ladislao II Jagellone. Prodotta dalla Centralna Wytwórnia Programów i Filmów Telewizyjnych Poltel di Varsavia, vedeva nel ruolo di regista Grzegorz Warchoł, nel ruolo di sceneggiatore Jozef Hen, nel ruolo di fotografo Tomasz Wert, nel ruolo di scenografo Jacek Osadowski e, infine, nel ruolo di musicista Wojciech Głuch. Il protagonista era interpretato da Gustaw Holoubek.